# Зангиев, Виктор Дзантемирович
Ви́ктор Дзантеми́рович Занги́ев (осет. Зӕнджиаты Дзантемиры фырт Виктор; род. 26 мая 1962, Хабаровск) — советский борец вольного стиля, чемпион Европы и мира среди молодёжи, шестикратный чемпион РСФСР, призёр чемпионатов СССР, а также рестлер. Мастер спорта СССР международного класса по вольной борьбе.
Виктор Зангиев послужил прототипом для персонажа серии игр Street Fighter — Зангиева.

## Биография
Родился 26 мая 1962 года в Хабаровске. Сын заслуженного тренера РСФСР Дзантемира Зангиева. В 1977 году переехал в город Черкесск, где начал тренироваться под руководством заслуженного тренера СССР А. З. Дзгоева. В 1981 году стал чемпионом мира среди молодёжи в Ванкувере. В 1982 году стал чемпионом Европы среди молодёжи. Шесть раз становился чемпионом РСФСР (1980, 1981, 1984, 1985, 1987, 1988).

### Карьера в рестлинге

#### New Japan Pro-Wrestling (1989—1990)
В 1989 году японский рестлинг-промоутер Антонио Иноки и New Japan Pro-Wrestling подготовили соглашение с Госкомспортом СССР, по которому несколько борцов отправились в школу рестлинга «Додзё New Japan» для тренировок, которые продолжались месяц. Двое из них, Салман Хасимиков и Зангиев (часто под сценическим псевдонимом «Красный Циклон») затем выступали в NJPW. Дебютировав 22 февраля в «Сумо Холл», Зангиев провел два выставочных матча, сначала против Салмана Хасимикова (закончившегося вничью по истечении времени), а затем против Осаму Мацуды, которого он победил. В апреле 1989 года он принял участие в турнире по определению нового чемпиона IWGP в тяжелом весе на первом шоу NJPW в «Токио Доум». В четвертьфинале он победил Базза Сойера, но в полуфинале проиграл Синъе Хасимото. Зангиев продолжал выступать в NJPW до 1990 года.
Перед своим уходом он и Хасимиков были выбраны представлять СССР на Международном командном турнире Пэта О’Коннора на шоу Starrcade '90: Collision Course в World Championship Wrestling. В четвертьфинале они победили канадскую команду Дэнни Джонсона и Троя Монтура, но в полуфинале проиграли Масе Сайто и Великому Муте.

#### UWF International (1994)
В апреле 1994 года Зангиев вернулся в Японию, на этот раз в UWF International. Как и в NJPW, он не боролся за чемпионские титулы, вместо этого он в основном выступал в одиночных и командных матчах среднего уровня. В октябре 1994 года он покинул UWFi и ушел из рестлинга.
20 ноября 2022 года Зангиев стал гостем юбилейного шоу Независимой федерации реслинга «20 лет про-реслинга в России». Зангиев вмешался в главное событие шоу, матч за чемпионство НФР между Антоном Дерябиным и Дмитрием Орловым, и провёл Ронни Кримсону «суплекс живот-к-животу», а затем запер его в «бэкбрейкер на коленях».
После окончания карьеры, работал детским тренером по вольной борьбе в Алексине, Тульская область. По состоянию на 2024 год тренирует детей во Владикавказе.

## Спортивные достижения
- Шестикратный чемпион РСФСР (1980, 1981, 1984, 1985, 1987, 1988)
- Чемпион мира среди молодёжи в Ванкувере (1981)
- Чемпион Европы среди молодёжи в Лейпциге (1982)

- Pro Wrestling Illustrated
  - № 71 в списке 500 лучших рестлеров 1991 года

## Популярность
Стал прототипом персонажа Зангиева (Zangief) по прозвищу «Красный Циклон» из японской игры 1991 года Street Fighter II. Этот же персонаж появляется в мультфильме «Ральф», вышедшем 2012 году, а также во второй части «Ральф против Интернета» (2018).
В 2022 году Виктор Зангиев снялся в клипе Miyagi & Эндшпиль на песню «Silhouette», снятый в горах Осетии.